# Alma (metrostation)
Alma is een station van de Brusselse metro, gelegen in de gemeente Sint-Lambrechts-Woluwe, in het oosten van het Brussels Hoofdstedelijk Gewest. Ten noorden van het metrostation ligt het Universitair ziekenhuis UCLouvain Saint-Luc, ten zuiden ligt de wijk Kapelleveld.

## Geschiedenis
Het metrostation Alma werd geopend op 7 mei 1982 samen met Vandervelde en Roodebeek, ter verlenging van metrolijn 1B naar Alma. Tot 31 augustus 1988 fungeerde dit station als het oostelijke eindpunt van lijn 1B, tot deze verlengd werd naar Kraainem en Stokkel.
In de oorspronkelijke metroplannen zou het station zich bevinden onder het gebouw van het Universitair ziekenhuis Sint-Lambrechts-Woluwe, maar dit is later gewijzigd. De ruwbouw voor dit station is echter nog steeds aanwezig en ongebruikt.
Sinds de herinrichting van het metronet in 2009 bedient de nieuwe metrolijn 1 dit station.

## Situering
Station Alma bevindt zich op de Brusselse campus van de Universitair ziekenhuis Sint-Lambrechts-Woluwe en is genoemd naar het aangrenzende Almaplein. De toegangen bevinden zich gelijkvloers en de zijkanten van het station zijn open, waardoor er licht binnen kan vallen en de perrons een voortzetting van de openbare ruimte vormen. De aansluitende sporen bevinden zich evenwel ondergronds. De vloeren zijn gelegd met kleine straatstenen, afwijkend van in andere Brusselse metrostations gebruikt materiaal. Het veelhoekige dak rust op een groot aantal zuilen op de perrons, die door hun grove structuur en vertakkingen aan de bovenzijde iets weg hebben van bomen.

## Kunst
In tegenstelling tot de meeste Brusselse metrostations is er geen kunst te vinden in Alma. Het overdekte, maar niet ondergrondse station werd ontworpen door de architect Lucien Kroll, die eveneens tekende voor een groot deel van de universitaire campus. Het bovengronds ontwerp van maakte van Alma het allereerste toegankelijke station voor rolstoelgebruikers.

## Afbeeldingen

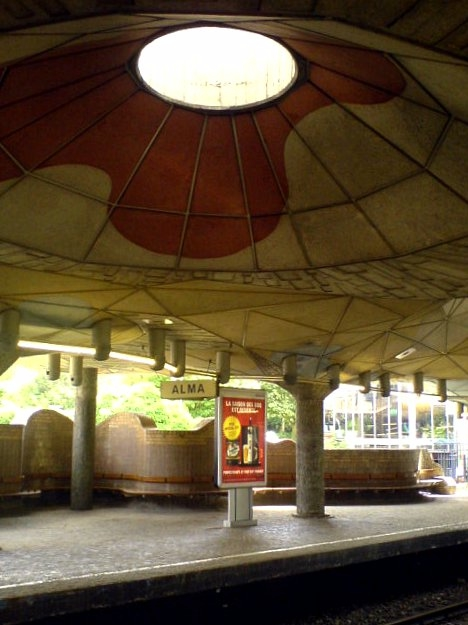
Het veelhoekig plafond van het station Alma.